# Serralada Adelbert
La serralada Adelbert (anteriorment coneguda com les muntanyes Adelbert) és una serralada propera a la costa al nord de la badia d'Astrolabe a Papua Nova Guinea. La serralada es troba a la província de Madang i va rebre el seu nom durant el període colonial alemany, que inicialment va influir a la zona durant els segles XIX i principis del XX.
La serralada s'estén aproximadament 100 quilòmetres en direcció sud-est-nord-oest al llarg de la costa de Nova Guinea. La vall del riu Ramu limita amb la serralada a l'oest, i la costa del Pacífic limita amb la serralada a l'est. Els pics amb nom són el mont Buruk, el mont Kegel, el mont Mengam, el mont Musar, el mont Pihom i el mont Uvo. El pic més alt, però, no té nom i arriba a una altitud de 1.716 metres.
La serralada també forma la part més oriental de l'ecoregió de les selves pluvials montanes del nord de Nova Guinea.
A la regió es parlen les llengües Adelbert del nord i les llengües Adelbert del sud.

## Fauna i flora
Igual que altres serralades de Papua Nova Guinea, està coberta de selva tropical. Té molta biodiversitat. Acull moltes espècies rares de flora (Segons estimació de l'any 2006, de15.000 a 20.000 espècies de plantes vasculars), i fauna, com ara aus, amb més de 700 espècies, entre les quals destaquen algunes d'ocell del paradís i l'endèmic jardiner dels Adelbert.

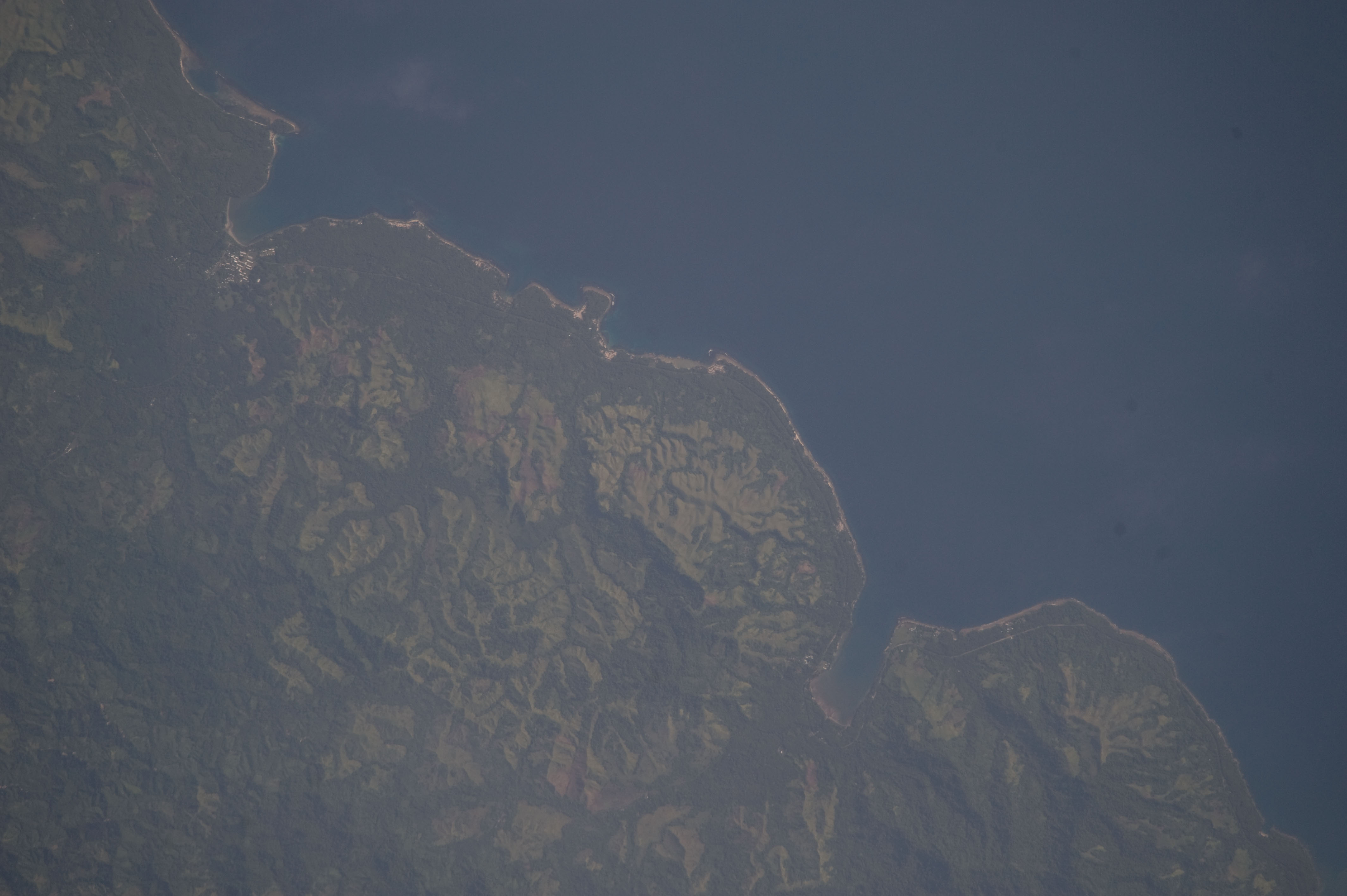
Part nord-est d'Adelbert. Al golf de l'esquerra, la població Malala Mission.
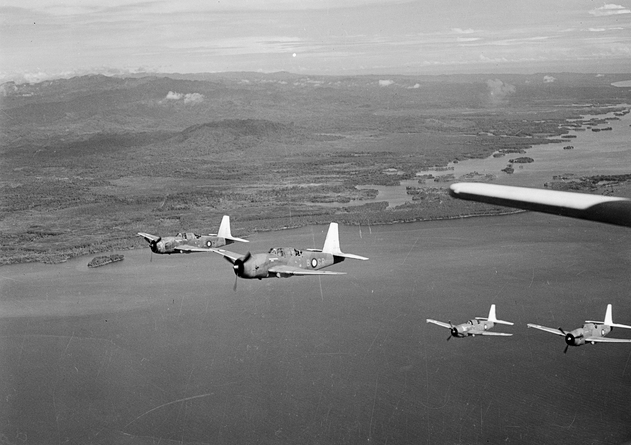
Avions sobrevolant la costa d'Alexishafen. Al fons, les muntanyes d'Adelbert.